# Emlak TOKİ
Emlak TOKİ est un club turc de volley-ball fondé en 1982 et basé à Ankara, évolue au plus haut niveau national (Aroma Bayanlar Voleybol Ligi).

## Historique
Emlak-Toplu Konut İdaresi Spor Kulübü est créée en 1982 et disparait en juillet 2011.

## Palmarès
- Championnat de Turquie
  - Finaliste : 2005

## Effectifs

### Saison 2010-2011
Entraîneur : Murat Yedidağ  Turquie 